# Mohamed al-Menfi

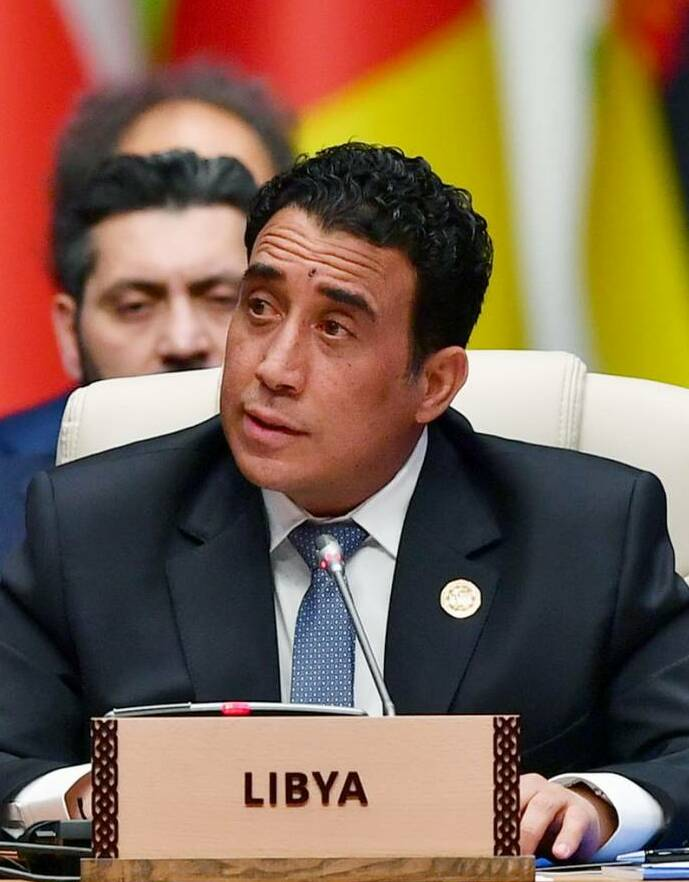
Mohamed al-Menfi, 2023

Mohamed Yunus al-Menfi (arabisch محمد يونس المنفي, DMG Muḥammad Yūnus al-Manfī; * 3. März 1976 in Tobruk) ist ein libyscher Politiker und seit dem 15. März 2021 Präsidentsratsvorsitzender und damit Staatsoberhaupt von Libyen. Zuvor war er Botschafter Libyens in Griechenland.